# Hypsostroma
Hypsostroma är ett släkte av svampar. Hypsostroma ingår i familjen Hypsostromataceae, klassen Dothideomycetes, divisionen sporsäcksvampar och riket svampar.
| Hypsostroma | \| \| Hypsostroma saxicola \| \| \| \| \| \| Hypsostroma caimitalense \| \| \| \| |
|             | \| \| Hypsostroma saxicola \| \| \| \| \| \| Hypsostroma caimitalense \| \| \| \| |
|             | Hypsostroma saxicola                                                              |
|             |                                                                                   |
|             | Hypsostroma caimitalense                                                          |
|             |                                                                                   |

|  | Hypsostroma saxicola     |
|  |                          |
|  | Hypsostroma caimitalense |
|  |                          |